# Associaedro
In matematica, un associaedro {\displaystyle K_{n}} è un politopo convesso in cui ogni vertice rappresenta un modo di inserire correttamente parentesi aperte e chiuse in una stringa di {\displaystyle n} lettere e gli spigoli corrispondono ad una singola applicazione della proprietà associativa. I vertici dell'associaedro possono anche essere visti come le triangolazioni di un poligono regolare con {\displaystyle n+1} lati. Gli associaedri sono anche chiamati politopi di Stasheff.

## Proprietà
Il numero di facce {\displaystyle (n-k)}-dimensionali di un associaedro di ordine {\displaystyle n} ({\displaystyle K_{n+1}}) è dato dalla seguente tabella:
{\displaystyle {\begin{matrix}&k&1&2&3&4&5\\n\\1&&1\\2&&1&2\\3&&1&5&5\\4&&1&9&21&14\\5&&1&14&56&84&42\end{matrix}}}
Il numero di vertici in {\displaystyle K_{n+1}} è l'n-esimo numero di Catalan (diagonale del triangolo in tabella).
Il numero di faccette è invece l'ennesimo numero triangolare meno uno, e sono rappresentati in tabella dalla seconda colonna.
La somma delle facce di tutte le dimensioni, includendo l'associaedro stesso come faccia, è un numero di numero di Schröder-Ipparco.

## Esempi

### 3-Associaedro
L'associaedro monodimensionale {\displaystyle K_{3}} rappresenta le due parentesizzazioni di tre simboli, che sono ((xy)z) e (x(yz)), o le due triangolazioni di un quadrato. È un segmento.

### 4-Associaedro
L'associaedro bidimensionale {\displaystyle K_{4}} è un pentagono che rappresenta le 5 parentesizzazioni di 4 simboli, o le 5 triangolazioni di un pentagono regolare.

### 5-Associaedro
L'associaedro tridimensionale {\displaystyle K_{5}} è un ennaedro topologicamente equivalente alla bipiramide triangolare troncata con nove facce e quattordici vertici. Questo può sembrare un solido di Johnson, in quanto può sembrare possibile costruirlo utilizzando quadrati e pentagoni regolari, ma non lo è: i vertici non sarebbero coplanari oppure le facce sarebbero leggermente distorte.
Dato che {\displaystyle K_{5}} è un poliedro in cui per ogni vertice si incontrano solo 3 lati, sarebbe teoricamente possibile avere un idrocarburo che abbia uno scheletro con questa forma.